# Suva Planina

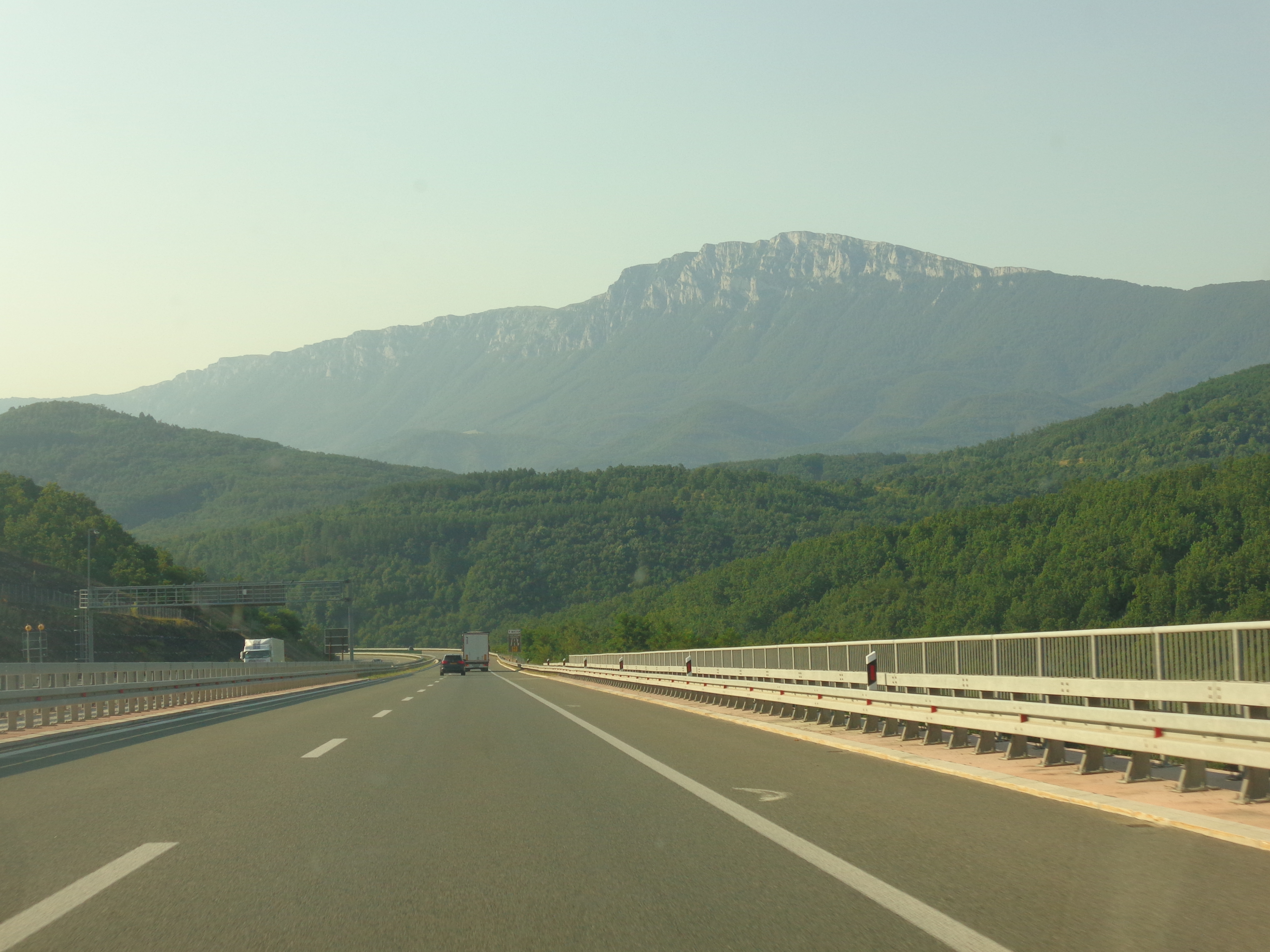

De Suva Planina (Сува планина) is een gebergte in Centraal-Servië. 
De naam betekent droge berg, omdat de berg maar een paar bronnen herbergt. De bergrug loopt in een U-vorm van Niška Banja naar Bela Palanka.
Het hoogste punt is genaamd Trem met een hoogte van 1,810 meter.
In 2010 is de Suva Planina op de lijst van Servische natuurmonumenten geplaatst.